# Список серий телесериала «Мистер Бин»
В этой статье представлено описание серий британского телешоу «Мистер Бин», главную роль в котором исполнил актёр Роуэн Аткинсон. Первый выпуск шоу был показан на канале ITV 1 января 1990 года, а последний — 31 октября 1995 года. Каждая серия обычно состоит из 2-6 эпизодов и длится около 30 минут.

## Мистер Бин (серия)
- Дата выхода: 1 января 1990 года
- Оригинальное название: «Mr. Bean»
- Приглашённые актёры: Ричард Брайерс (англ. Richard Briers), Пол Боун (англ. Paul Bown), Рудольф Уокер (англ. Rudolph Walker), Роджер Слоумэн (англ. Roger Sloman)

Эпизод 1: Мистер Бин едет за рулём своего «Morris Mini Mk II» на экзамен по математике. Чтобы не опоздать, Бин пытается обогнать медленно плетущийся впереди голубой трёхколёсный фургончик «Reliant Regal Supervan III» и, быстро проехав мимо, чуть не опрокидывает его на бок. Добравшись до аудитории, Бин присаживается за парту рядом с молодым человеком. «Я сконцентрировался на изучении тригонометрии», — говорит он. «А я налёг на алгебру», — отвечает молодой человек. «Но ведь алгебру мы сдавали в прошлом году», — с ехидной усмешкой замечает Бин, пугая молодого человека. Пытаясь раздразнить своего соседа, Бин с «наставительным» видом выкладывает на парту кучу запасных карандашей, будильник, а также талисманы — игрушечных Розовую Пантеру и полицейского. Экзамен начинается, и Бин, вынув из конверта листок с заданием, с ужасом обнаруживает, что там написаны задачи по алгебре, а не по тригонометрии. На протяжении двух часов, которые длится экзамен, он пытается списать хоть что-нибудь у своего соседа, но все его попытки оказываются бесполезными. В последнюю минуту Бин выясняет, что в конверте лежал второй, не замеченный им листок с задачами по тригонометрии.
Эпизод 2: Мистер Бин отправляется на пляж, где пытается надеть плавки, не снимая при этом брюк (его смущает мужчина, который лежит рядом в шезлонге). После того, как Бину это наконец удаётся, оказывается, что мужчина — слепой.
Эпизод 3: Мистер Бин едет в церковь. Припарковавшись (при этом он вытесняет с автостоянки всё тот же голубой трёхколёсный фургончик), Бин спешит на воскресную службу. Неприятности ждут его и здесь: Бин не знает ни одного слова из церковного гимна (кроме «Аллилуйя»), он громко чихает и засыпает в необычных позах от скуки, немало раздражая при этом мистера Спроута (актёр Ричард Брайерс), сидящего рядом. Чтобы хоть как-то развлечься, Бин пытается положить себе в рот мятную конфетку так, чтобы этого никто не заметил. По пути домой Бин по ошибке сворачивает в тупик и разбивает вдребезги свой «Мини».
- Эта серия представляет собой пилотный выпуск шоу и называется просто «Мистер Бин». Она не начинается под хоровое пение, и Мистер Бин не падает из луча света, как в последующих выпусках (в DVD-версии сериала 1-го региона титры изменены на привычные). Название («Мистер Бин») появляется на экране в начале (когда Бин едет в колледж) и в конце (когда он попадает в аварию). «Мини» Мистера Бина — другого поколения (второе вместо третьего и четвёртого), окрашен в оранжевый цвет, а не в салатовый, более знакомый поклонникам шоу.
- Церковного органиста сыграл композитор сериала Говард Гудолл (англ.  Howard Goodall).
- Голос священника в церкви — это голос самого́ Роуэна Аткинсона. «Проповедь» представляет собой просто бессмысленный набор звуков.
- В каждом из трёх эпизодов серии Мистер Бин каким-либо образом вредит водителю голубого фургона
  - Первая проделка с фургоном — «Мини» слишком быстро приближается к трёхколёсной машинке (Бин хочет обогнать её, так как опаздывает в колледж). Водитель фургончика, паникуя, вынужден свернуть с дороги, чуть не опрокинувшись на бок.
  - Вторая проделка с фургоном — по дороге на пляж Бин направляет свой автомобиль прямо на «Супервэн». Чтобы избежать столкновения, водитель фургона съезжает в кювет.
  - Третья проделка с фургоном — Бин вытесняет машинку с автостоянки, поставив вместо неё «Мини». Чтобы никто не уличил его в пакости, Бин старается как можно быстрее убежать со стоянки.
- Эпизод «В церкви» был придуман ещё в те времена, когда Роуэн Аткинсон выступал на сцене со своим «Шоу одного человека» (1980-е годы). Роль мистера Спроута тогда исполнял актёр Ангус Дейтон (англ. Angus Deayton)[1].

## Возвращение Мистера Бина
- Дата выхода: 5 ноября 1990 года
- Оригинальное название: «The Return of Mr. Bean»
- Приглашённые актёры: Роджер Ллойд-Пэк

Эпизод 1: Прогуливаясь, Мистер Бин замечает уличного музыканта, играющего на саксофоне. Он хочет бросить немного денег в лежащий перед музыкантом футляр, но не находит достаточно мелкой монеты в кармане. Тогда Бин встаёт рядом, кладёт перед собой носовой платок и начинает нелепо пританцовывать. Проходящая мимо женщина кидает на платок монетку. Бин перекладывает монетку в футляр саксофониста и поспешно убегает.
Эпизод 2: Мистер Бин отправляется в универмаг, где хочет потратить часть денег со своей новой банковской карточки American Express. Не без приключений пройдя парфюмерный отдел (Бин задыхается от резких запахов духов и, преодолев «опасный» участок, «спасает» девушку, идущую в тот же парфюмерный отдел), он попадает в хозяйственный павильон. Бин «испытывает» всё, что ему хочется купить: открывает упаковку с зубной щёткой и пробует почистить ею зубы; примеряет банное полотенце; очищает от кожуры взятую с собой картофелину специальным ножом; проверяет, уместится ли рыба (которую он также принёс с собой во внутреннем кармане пиджака) на той или иной сковороде. Он забирает телефон со стола оператора, так как слышит в его трубке гудок: в телефонах, выставленных на продажу, нет гудка (эти телефоны не подключены к сети, и Бин думает, что они сломаны). На кассе Бин путает свою карточку с такой же карточкой пожилого мужчины, который оплачивает покупки. Обнаружив это, он пытается поменять карточки, залезает рукой к мужчине в карман, меняет карточки, но его рука застревает в кармане. Мужчина отходит от кассы и направляется в туалет, а Бин вынужден идти за ним. Мужчина обнаруживает присутствие Бина после того, как Бин подал ему туалетную бумагу, и сильно пугается.
Эпизод 3: Мистер Бин отмечает свой День Рождения в ресторане. Он заказывает татарский бифштекс, напрасно думая, что он будет выглядеть как обычный прожаренный бифштекс. Будучи не в состоянии съесть сырое мясо, Бин пытается незаметно избавиться от неаппетитного блюда. Он прячет небольшие порции фарша в пепельнице, в вазочке для цветов, в булочке, под тарелкой, в сахарнице, в сумочке сидящей за соседним столиком женщины, а также выплёвывает в шаровары скрипачу, играющему в ресторане. Проходящий мимо столика Бина официант по неосторожности  опрокидывает поднос с едой. Подходит управляющий ресторана и начинает извиняться, Бин с деланным возмущением указывает ему на порции сырого мяса, «рассредоточенные» по его столику. Бина пересаживают за другой столик. Официант приносит новое блюдо, которое, к несчастью для Бина, оказывается всё тем же ненавистным стейком «тартар».
Эпизод 4: Мистер Бин в числе сотрудников лондонского кинотеатра «Одеон» готовится к торжественной встрече с британской Королевой Елизаветой II. Ожидая начала церемонии, он обнаруживает, что выглядит неопрятно (длинные ногти, невычищенные зубы, неприятный запах изо рта, не отполированные до блеска ботинки, отсутствие белого платочка в карманчике смокинга). К счастью, Бину удаётся исправить большинство огрехов: он использует собственную слюну для полировки ботинок; вместо белого платочка он вставляет в карманчик половинку открытки с загнутыми краями; зубы Бин чистит нитью, вытянутой из фартука стоящей рядом работницы (в результате у её фартука отрывается лямка). Когда Бин пытается подровнять ногти, используя в качестве пилочки молнию на собственных брюках, его рука застревает в ширинке. Он освобождает руку в последний момент перед поклоном Елизавете II и, сильно разволновавшись, бьёт её головой, слишком энергично наклонившись вперёд. Королева падает на пол, а Бин старается как можно быстрее убежать с места происшествия.
- Это первая серия, в начале которой Мистер Бин падает в луче света под хоровое пение.
- Актриса Матильда Циглер (которая в последующих сериях будет исполнять роль подружки Мистера Бина Ирмы Гобб) играет сотрудницу кинотеатра в четвёртом эпизоде.
- Закадровый голос репортёра в начале четвёртого эпизода — это голос самого́ Роуэна Аткинсона.

## Проклятие Мистера Бина
- Дата выхода: 30 декабря 1990 года
- Оригинальное название: «The Curse of Mr. Bean»
- Приглашённые актёры: Ангус Дейтон (англ. Angus Deayton), Матильда Циглер (англ. Matilda Ziegler)

Эпизод 1: Мистер Бин посещает плавательный бассейн. Он хочет реализовать свою мечту — прыгнуть в воду с трамплина высотой в 3,81 метра (эту мечту он придумал сразу же после того, как его выгнали с детской горки). Поднявшись на вышку и посмотрев вниз, Бин осознаёт, что ему не хватит смелости совершить рискованный прыжок. Дрожа всем телом, он пытается преодолеть свой страх и медленно продвигается всё ближе и ближе к краю вышки. В конце концов он повисает в воздухе, уцепившись руками за трамплин. Нетерпеливый мальчик, который также хочет прыгнуть с вышки, ударяет ногой по его руке. Бин разжимает пальцы и летит вниз. Упав в бассейн, он теряет плавки. Маленькая девочка вылавливает их из воды и уносит с собой. В этот момент инстуктор велит всем выйти из воды. Оказавшись абсолютно голым, Бин сначала прячется от инструкторов под водой, а затем пытается добраться до раздевалки, не попавшись никому на глаза, но сталкивается с группой девушек.
Эпизод 2: Мистер Бин возвращается к своему «Mini 1000 Mark III», припаркованному на автостоянке бассейна. Он собирается выехать со стоянки, но шлагбаум на выезде оказывается закрытым, а для того, чтобы он поднялся, нужно заплатить целых 16 фунтов. Бину не хочется платить эту сумму, и он пытается обхитрить систему. Он подъезжает к шлагбауму на въезде и подкатывает к нему со стороны улицы мусорный бак. Сенсорная система воспринимает бак как въезжающую машину, автоматически выдаётся парковочная карточка, и шлагбаум открывается. Бин проезжает за преграду, но, к несчастью, пока он отвозит мусорный бак на место, к въезду на стоянку подъезжает чёрный «Мерседес». Бин вынужден откатить свою машину назад, и он опять оказывается на парковке за шлагбаумом. Совсем отчаявшись, Бин решает занять выжидательную позицию, и тут около въезда появляется голубой фургон. Бин газует и на полной скорости несётся к открывшемуся шлагбауму. Фургон же быстро подаётся назад, чтобы избежать столкновения, и переворачивается на бок. «Мини» же успешно покидает стоянку.
Эпизод 3: Мистер Бин присаживается на скамейку в парке рядом с мужчиной (Ангусом Дейтоном). Он хочет устроить себе небольшой ланч. Оригинальным способом Бин приготавливает бутерброд: он достаёт из внутреннего кармана пальто батон хлеба, нарезает его ножницами, затем намазывает на получившиеся ломтики масло банковской карточкой, моет листики салата в фонтанчике для питья, а потом просушивает их, засунув в носок и покрутив его над головой. Далее Бин извлекает из баночки живую рыбку и бьёт её о край скамейки, чтобы та перестала трепыхаться. Горошинки чёрного перца Бин заворачивает в платок и бьёт каблуком ботинка, чтобы измельчить их в порошок. Все ингредиенты Бин аккуратно укладывает на ломтики хлеба. Когда очередь доходит до приготовления чая, Мистер Бин вынимает из пальто резиновую грелку. Он высасывает молоко из бутылочки для младенца и выплёвывает его в отверстие грелки. В конце концов, когда всё готово, Бин подносит бутерброд ко рту, но перец заставляет его чихнуть. Чай выплёскивается из грелки, находящейся у Бина под мышкой, а бутерброд вылетает у него из рук. Мужчина, сидящий рядом, увидев неудачу Бина, предлагает ему половинку своего бутерброда, который он также захватил для ланча. Бин с благодарностью принимает угощение.
Эпизод 4: Мистер Бин подъезжает на своём «Мини» к перекрёстку и останавливается перед горящим красным светом светофором. Велосипедист, также остановившийся перед светофором, сходит с велосипеда и проходит за черту действия светофора пешком, катя велосипед около себя. Тогда Бин, увидев это, также выходит из автомобиля и толкает его до тех пор, пока «Мини» не окажется за светофором.
Эпизод 5: Мистер Бин со своей подругой Ирмой Гобб идёт в кинотеатр на фильм «Кошмар на улице Вязов». Перед сеансом он покупает попкорн: большое ведёрко для себя и маленькое — для Ирмы. Чтобы приберечь свой попкорн, он ест его из ведёрка подружки, а когда она протягивает руку к его кукурузе, он сильно возмущается и бьёт её по руке. Перед началом фильма Бин пытается напугать Ирму: он вставляет себе в рот две кукурузины, изображая клыки вампира, и размахивает расчёской как бензопилой. Однако, когда начинается фильм, весёлое настроение Бина пропадает. От ужасных сцен, показываемых на экране, его бросает в дрожь. Бин вжимается в кресло и пытается предпринять всё возможное для того, чтобы не видеть того, что происходит на экране. Сначала он просто закрывает глаза руками, затем натягивает на голову свитер, а потом и ведёрко из-под попкорна. После окончания сеанса Ирма накидывает себе на плечи плащ. Бин берёт её за рукав и, не обнаружив в нём руки Ирмы (она ещё не успела продеть её в рукав), сильно пугается.
- В этой серии впервые появляется подружка Мистера Бина Ирма Гобб (Матильда Циглер).
- Это одна из двух серий (первая — «Возвращение Мистера Бина») с чёрно-белой заставкой и конечными титрами в сером круге на чёрном фоне. Также это первая из двух серий (вторая — «Мистер Бин снова в пути»), в конце титров которой Мистер Бин подбегает к лучу и его засасывает обратно.
- Зловещий звук, с которым «Мини» Бина включает фары и начинает ускоряться, чтобы «атаковать» трёхколёсный фургончик — явная пародия на американский фильм ужасов «Кристина».
- В начале пятого эпизода показывается афиша фильма, на который пришли Мистер Бин и Ирма Гобб. Камера движется так, что можно разобрать только слова «A Nightmare» и «Street». По изображению Фредди Крюгера легко догадаться, что на афише рекламируется фильм «A Nightmare on Elm Street» («Кошмар на улице Вязов»), однако, подразумеваемые действия фильма (которые можно определить по звукам) не соответствуют ни одной из частей «Кошмара на улице Вязов».
- В конце четвёртого эпизода, когда Мистер Бин садится в машину, после «преодоления» светофора, на заднем плане можно увидеть «Мини», как две капли воды похожий на «Мини» Мистера Бина.
- Когда Мистер Бин изображает расчёской бензопилу и в шутку «отрезает» себе руку, он «пародирует» одну из сцен фильма ужасов «Зловещие мертвецы-2».
- В некоторых странах конец первого эпизода, когда Мистер Бин предстаёт абсолютно голым перед испуганными девочками в бассейне, не прошёл в эфир по соображениям цензуры.
- Четвёртый эпизод был снят в районе Фелтем на западе Лондона (англ. Feltham, West London), на расстоянии мили от того места, где был снят второй эпизод. Это один из самых коротких эпизодов во всём сериале о Мистере Бине. Он длится около 30 секунд.

## Мистер Бин выходит в город
- Дата выхода: 15 октября 1991 года
- Оригинальное название: «Mr. Bean Goes to Town»
- Приглашённые актёры: Ник Хэнкок (англ. Nick Hancock), Дарсли Маклинден (англ. Dursley McLinden)

Эпизод 1: Мистер Бин приносит домой портативный телевизор. Но у него возникают проблемы при настройке антенны и он не может получить хорошее изображение. Телевизор хорошо принимает сигнал только тогда, когда Бин находится в той части комнаты, где не может видеть экран. Наконец Бин изобретает выход: он раздевается, складывает свою одежду, вплоть до нижнего белья, на стуле, стоящем в стороне, — и телевизор начинает работать… Но тут в квартире вырубаются пробки.
Эпизод 2: Мистер Бин гуляет в парке с фотоаппаратом «Полароид». Вор (Ник Хэнкок) похищает камеру, когда Бин просит сфотографировать его. Несмотря на то, что Бин находит и задерживает вора, надев ему на голову мусорную корзину и тыча его карандашом, вор снова убегает, когда Бин подбегает к полицейской, проходившей мимо. Затем Бина приглашают в отделение полиции, чтобы опознать вора. Чтобы сделать это, он просит надеть всем подозреваемым на головы мусорные корзины и тычет их карандашом, определяя вора по голосу.
Эпизод 3: У Мистера Бина зачесалась нога. Он снимает ботинок и носок, чтобы почесать её. Но ботинок он поставил на крышу стоящей рядом «Мазды». Автомобиль уезжает, Бин гонится за ним. Отчаявшись догнать автомобиль, он заходит в обувной магазин, чтобы купить такой же ботинок. Когда Бин находит подходящий, продавец говорит ему, что ботинки продаются только парами. В этот момент на улице появляется та самая «Мазда». Бин останавливает её и получает, наконец, свой ботинок обратно.
Эпизод 4: Мистер Бин заходит в фотокабинку и фотографирует свой затылок, чтобы увидеть, ровно ли он причёсан.
Эпизод 5: Мистер Бин идёт с Ирмой Гобб на представление иллюзиониста и ночную дискотеку. Он прекращает мигание вывески на входе в клуб, думая, что она сломана (когда Бин и Ирма заходят в клуб, вывеска перегорает). Затем он срывает показ фокусов, раскрыв все секреты в попытке вернуть свои часы, которые фокусник «украл» у него в ходе представления. Этим Бин разочаровал Ирму, и она решает пойти на дискотеку одна. После неудачной попытки вмешаться в танец Ирмы и её нового кавалера, Бин уходит с дискотеки, но перед этим отключает там электричество. По пути домой Бин проходит мимо магазина телевизоров; в этот момент все телевизоры на витрине перестают работать.
- Эпизодические роли в этой серии исполнили её авторы: Говард Гудолл (композитор) и Робин Дрисколл (сценарист).
- Впервые показана квартира мистера Бина.
- Начиная с этой серии, начальная заставка теперь изображает городскую площадь и идёт под заново записанную песню.
- 1-й эпизод вдохновлён мультсериалом «Большое телевидение».
- Роль женщины-полицейского во 2-м эпизоде исполняет Матильда Циглер.

## Мистер Бин и его неприятности
- Дата выхода: 1 января 1992 года
- Оригинальное название: «The Trouble with Mr. Bean»
- Приглашённые актёры: Ричард Уилсон (англ. Richard Wilson), Каролина Квентин (англ. Caroline Quentin)

Эпизод 1: Мистер Бин проспал: один будильник он утопил в стакане, не просыпаясь, а второй, поливавший его пятки холодной водой, заткнул большим  пальцем ноги. Проснувшись, Бин обнаруживает, что опаздывает на прием к дантисту — у него осталось всего 10 минут. Прикрыв одеялом своего мишку, он выскакивает на улицу в пижаме и переодевается и чистит зубы уже во время езды в своём «Мини» при помощи хитроумных приёмов: на педаль газа он положил кирпич, рулить пришлось ногами, для полоскания рта Бин использовал стеклоомыватель. Не забыв вытолкнуть голубой фургончик с платной стоянки, Бин умудряется успеть к врачу. В ожидании своей очереди он хитростью отбирает у маленького мальчика комикс про Бэтмена (правда, как только он это сделал, его позвали в кабинет). В кабинете у врача Бин начинает пробовать, как действуют зубоврачебные инструменты, играет с поднятием и опусканием кресла. После того, как врач сделал Бину анестезию и попробовал зуб на чувствительность, от боли Бин нечаянно уколол тем же шприцем врача. После этого Бин решает сам лечить себе зуб, смотря на рентгеновский снимок. Не сумев найти больной зуб по снимку, он сверлит и пломбирует себе все зубы.
Эпизод 2: Мистер Бин едет в парк на пикник. На автостоянке он въезжает на место между двумя машинами, но не может открыть дверь. Он отъезжает назад, выходит из машины, закрывает дверь и заталкивает машину на место. В это время стоявший справа красный «Форд» уезжает. В парке Бин встречает мальчика, у которого сломался пульт управления игрушечным катером. Бин чинит пульт, после чего тот начинает управлять не только катером, но и инвалидной коляской у старика на заднем плане. В результате коляска, скинув старика и подъехав сзади, сбивает мальчика в воду. Бин, найдя уютную лужайку, забывает обо всём. Тем временем неизвестный угонщик-панк взломал стоящий на парковке «Мини», но уехать не смог: Бин предусмотрительно забрал с собой руль. На пирожное, которое хочет съесть Бин, прилетает муха. Как Бин ни пытается с ней справиться (утопить в апельсиновом соке, закрыть в чемодане, раздавить книгой), ничего не получается. Преследуемый назойливой мухой, Бин убегает с места пикника. Затем муха привязывается к панку, который в это время пытался угнать стоявший слева от «Мини» синий «Форд».

## Мистер Бин снова в пути
- Дата выхода: 17 февраля 1992 года
- Оригинальное название: «Mr. Bean Rides Again»
- Приглашённые актёры: Роджер Слоумен (англ. Roger Sloman), Стефан Фрост (англ. Stephen Frost), Ник Хэнкок (англ. Nick Hancock), Джон Рольф (англ. John Rolfe)

Эпизод 1: Бин собирается на почту, но в его автомобиле сел аккумулятор. Поэтому Бин стоит на остановке и ждёт автобус. У мужчины рядом с ним внезапно случается сердечный приступ. Бин пытается привести его в чувство, прыгая на нём, засыпая таблетки ему в рот, делая искусственное дыхание «рот в рот» при помощи журнала и нанося ему удары током (для этого он использует провода для аккумулятора и фонарный столб). Это помогло, но Бин забывает отпустить провода и, когда мужчина в знак благодарность пожимает ему руку, то получает повторный удар током. От этого бедолага снова падает в обморок. Приезжает скорая помощь. Пока медработники осматривают мужчину, Бин заряжает аккумулятор своего автомобиля от аккумулятора в машине скорой, и уезжает, оставив её с разряженным аккумулятором.
Эпизод 2: Бин приезжает к почтовому ящику, но по пути к нему случайно проглатывает почтовую марку, пытаясь её наклеить. Тогда он предлагает помочь опустить в ящик письмо женщине, с сумками в обеих руках, проходящей мимо, а потом переклеивает с него марку на своё письмо, отклеив её с помощью пара из своего автомобильного радиатора; в качестве клея он использует леденец, который лежал у него в кармане ещё с первого эпизода. Женщина, нашедшая своё письмо брошенным на землю без марки, пытается отдать его приехавшему к ящику почтальону. Бин, чтобы избежать объяснения, прячется в почтовом ящике и оказывается запертым внутри его. После того, как его, наконец, освобождает другой почтальон, Бин роняет в канализационную решётку свои ключи и отправляется на автобусную остановку, где его не пускают в автобус.
Эпизод 3: Бин пытается упаковать вещи в небольшой чемодан, но там мало места для его одежды и банок с консервами. Тогда Бин находчиво уменьшает размер своих брюк при помощи ножниц, разламывает свою зубную щетку, выдавливает часть зубной пасты в раковину, берёт с собой только одну рубашку и одну сандалию, но оказывается не в состоянии отрезать голову своему игрушечному мишке и отказаться от любимой книги. Уместив все вещи, кроме книги, в маленький чемоданчик, Бин обнаруживает под кроватью другой чемодан, почти в два раза больше. Тогда он кладёт маленький чемодан в большой вместе с книгой.
Эпизод 4: Бин садится в поезд и решает почитать книгу. Его сосед по купе (Стивен Фрост) также читает. При этом он начинает громко и непрерывно смеяться. Бин пытается изо всех сил зажать себе уши, чтобы не слышать этого смеха, используя для этого пальцы, галстук, носки и, наконец, использованную жевательную резинку. Когда вошедший контролёр (Ник Хэнкок) просит предоставить билеты, Бин не видит и не слышит его, закладывает книгу билетом, а затем, увидев, пугается и выбрасывает книгу с билетом прямо в окно поезда.
Эпизод 5: Бин садится на самолёт. Ему приходится заботиться о мальчике, которого посадили рядом с ним и которому плохо. Бин пытается подбодрить и развлечь мальчика разными способами. Наконец, он находит бумажный пакетик и, надув его, пытается «хлопнуть» — но это у него не получается. Пока Бин отворачивается, мальчика тошнит в гигиенический пакет. Бессловесную просьбу мальчика выбросить пакет Бин воспринимает как предложение «хлопнуть» его… Серия заканчивается звуком хлопка.
- 5-й эпизод почти полностью скопирован в полнометражном фильме «Бин» 1997 года.
- Эта серия – одна из четырёх, где конечные титры идут на чёрном фоне (три других – «Мистер Бин в номере 426», «Сделай сам, Мистер Бин» и «Подумайте о детях, Мистер Бин»).

## С Рождеством Вас, Мистер Бин
- Дата выхода: 29 декабря 1992 года
- Оригинальное название: «Merry Christmas, Mr. Bean»
- Приглашённые актёры: Оуэн Бренман (англ. Owen Brenman)

Эпизод 1: Мистер Бин приезжает в магазин за рождественскими товарами. Он выбирает ёлочные шарики между золотистым и красным и швыряет оба шарика об пол (золотистый не разбивается, так как сделан из пластика). Выбирая гирлянду, он включает её, при этом отключив наружную подсветку здания. Затем он обнаруживает вертеп, где изображена сцена рождения Христа, и решает немного поиграть, используя фигурки королевского оркестра, овец, собаки, модель грузовика, фигурки Далека из сериала «Доктор Кто» и тираннозавра, модели военной техники, игрушечный вертолёт и магнит, которыми он пересаживает фигурку младенца Христа из вертепа в кукольный домик. Прерывает игру продавец фигуркой полицейского, протягивая Бину его покупки.
Эпизод 2: Мистер Бин встречает Ирму Гобб на рождественской ярмарке и приглашает к себе на ужин. Ирма подводит Бина к витрине ювелирного магазина и показывает на кольцо. Когда Бин заходит в магазин, Ирма радуется, думая, что Бин наконец сделает ей предложение.
Эпизод 3: На ярмарке мясник проводит конкурс: кто угадает вес индейки, подержав её в руках, тот получит индейку. Мистер Бин выигрывает индейку, встав на купленные неподалёку весы и вычтя собственный вес. Стоявший за Бином в очереди человек спотыкается об оставленные на дороге весы.
Эпизод 4: Мистер Бин вызывается помочь дирижёру собрать пожертвования в ведёрко, так как тому тяжело дирижировать одной рукой. Увидев малолетнего карманника, укравшего у женщины из сумки купюру, Бин велит ему пожертовать всё, что тот украл. Воришка кладёт в ведро деньги, кошелёк и драгоценности, украденные у разных людей, и выплёвывает изо рта кольцо. Пока дирижёр относит ведёрко в машину, Бин дирижирует оркестром. Зрители в восторге, а дирижёр примеряет в укромном месте украденные бусы. Человек перед носом у Бина купил последнюю ель. Расстроенный Бин увозит главную ель вместе с украшениями с площади на крыше своего «Мини».
Эпизод 5: Мистер Бин в своей квартире наряжает куцую ёлочку единственным купленным шариком, а стоящую во дворе ель, украденную с площади, валит на дорогу. Подписав и отправив самому себе открытку через почтовую щель в двери, он вешает её на верёвку рядом с кучей таких же открыток. После этого Бин пытается взорвать старую хлопушку, но её запал засох. Бин вытаскивает запалы из всех хлопушек, которые у него есть, и засовывает их в одну. Наступает вечер. Бин вешает на камин носки для подарков: большой красный – для себя, зелёный маленький – для мишки Тедди (на нём изображён медвежонок). Совсем маленький полосатый носочек он вешает перед мышиной норкой в плинтусе. Затем Бин хочет посмотреть телевизор, но там идут одни боевики и фильмы ужасов. Раздосадованный Бин выключает телевизор и слышит хор колядующих детей. Открыв им дверь, он усаживается в кресло и слушает детей, обещая им конфеты, но потом закрывает дверь, ничего им не дав.
Эпизод 6: Мистер Бин просыпается следующим утром, вскакивает с кровати и радуется Рождеству, прыгая по комнате. Он дарит подарок мишке Тедди – новые блестящие глаза. Из своего носка Бин достаёт второй такой же носок и надевает их на себя. Из носка перед мышиной норкой он достаёт кусочек сыра и заряжает им мышеловку. Пока мишка Тедди в очках смотрит телевизор своими новыми глазами, Бин готовится к ужину с Ирмой. Накрыв стол, он идёт готовить индейку. Он запихивает внутрь неё ингредиенты начинки, но у него застревает рука. Когда он её вытащил, то увидел, что оставил внутри свои часы. Пытаясь их достать, он вытаскивает всю начинку обратно и суёт внутрь индейки голову. В это время приходит Ирма. Бин, пытаясь выбраться из индейки и открыть дверь Ирме, устраивает беспорядок в квартире. Бин открывает дверь, накрывшись полотенцем. Войдя в квартиру, Ирма вешает омелу на люстру, висящую над столом и идёт на кухню. В это время Бин тоже приходит на кухню без полотенца и с пилой в руках, чем пугает Ирму. Ирма пытается помочь Бину, используя для этого сначала стол с поставленными на нём стульями и креслом, а затем – тяжёлую металлическую трубу, которую она привязала к индейке и сбросила вниз. Индейка улетает, а Бин получает обратно свои часы. Друзьям приходится ужинать двумя бутербродами и морковью. Ирма преподносит Бину подарок, но перед тем, как его отдать, ждёт от Бина поцелуя. Бин отвлекает её и забирает подарок (сборную модель парусника). Ирма думает, что Бин сделает ей предложение, но он дарит ей рекламный плакат с витрины ювелирного магазина (он думал, что ей понравилась картинка, а не кольцо). Ирма заплакала, и Бин даёт ей коробочку из-под кольца. Ирма думает, что там долгожданное кольцо и радуется, но в коробочке оказывается настенный крючок. Ирма уходит, больше не появляясь в сериале. Расстроенный Бин говорит «С рождеством Вас, Мистер Бин» и взрывает хлопушку.
- Заставка в начале серии сокращена: упавший Бин не встаёт и не убегает, не звучит заглавная песня.

## Мистер Бин в номере 426
- Дата выхода: 17 февраля 1993 года
- Оригинальное название: «Mr. Bean in Room 426»
- Приглашённые актёры: Дэнни Ля Рю (англ. Danny La Rue), Роджер Брайерли (англ. Roger Brierley), Майкл Фентон Стивенс (англ. Michael Fenton Stevens)

Эпизод 1: Мистер Бин останавливается в отеле. На крыльце он вырывает у посыльного чемодан, думая, что тот хочет его украсть. Затем он подходит к стойке регистрации и, не обнаружив никого, начинает играть со звонком. Сунув в карман ручку, которую ему выдал управляющий, Бин заполняет анкету своей (которую забывает на стойке). Во время заполнения анкеты к Бину подходит посыльный и говорит, что не может припарковать его машину. Бин даёт ему руль, который унёс с собой в чемодане. Бин старается заполнить анкету быстрее посетителя, подошедшего к стойке. Заполнив анкету первым, Бин, получив ключ, убегает к своему номеру, но возвращается за забытым чемоданом. Из-за этого он не успевает на лифт и бежит по лестнице, вызывая лифт на каждом этаже. Он пытается открыть дверь номера раньше того самого посетителя, оказавшегося его соседом, но замок заедает. Входя в номер, он опять забывает чемодан. По ходу освоения номера Бин пробует выключатель; смотрит из окна на море, встав на чемодан; пробует позвонить по внутреннему телефону; испытывает кровать на прочность, прыгая на ней. В этот момент посыльный приносит руль от машины обратно, Бин ставит его на стул. Посыльный ждёт чаевых, но Бин, звеня мелочью в кармане, даёт ему леденец от кашля. Затем Бин с помощью пульта осваивает телевизор: поначалу он принимает большой пульт за телефон, а потом переключает каналы и громкость из-за угла, из-под одеяла и из коридора, чем привлекает внимание постояльца из соседнего номера, прячет пульт за спину и делает вид, что ему самому мешают громкие звуки из номера. Продолжая осваиваться в номере, Бин достаёт из чемодана мишку Тедди, развязывает ему глаза, кладёт его в тумбочку, но голова мишки не помещается в ящике, и Бин отрывает её, кладёт рядом и закрывает ящик. Далее Бин вешает одежду на бра; на окно вешает карниз со своими занавесками, а на лампу – свой абажур из той же ткани; ставит на тумбочку фотографию певицы Ширли Бэсси; сверлит в стенах дырки и вешает привезённые с собой картины. После этого Бин собирается помыться, но в его номере нет ванной. Найдя её за стеной — в номере соседа, — Бин ждёт, пока сосед уйдёт из номера, делает большую дыру в стене и закрывает дверь ванной изнутри. Подошедший на шум управляющий и подозвавший его сосед не находят Бина, вовремя ушедшего к себе и закрывшего проделанную дыру шкафом.
Эпизод 2: Бин спускается из номера на обед. Из-за неработающего лифта он спускается по лестнице, но ему мешает очень медленно идущая старушка. Он перебегает по коридору на другой этаж, но видит ту же старушку. Он перелезает по перилам, но впереди обнаруживает так же медленно идущего старика. Спустившись, Бин приходит в столовую, где, видя очередь, отвлекает стоящих перед ним женщину, выбросив прибор с её тарелки, и мужчину, сдув с его тарелки салфетку. Затем он видит того самого соседа и набирает еды больше него. Пытаясь всё съесть больше и быстрее соседа, Бин ест сразу по две куриных ножки, по две колбаски, по два листка салата и, наконец, съедает все оставшиеся устрицы, тогда как сосед вовремя обнаружил их испорченность и сообщил об этом управляющему. Бин это видит, и у него прихватывает живот. Ночью Бину плохо из-за отравления. На тумбочке видны лекарства и туалетная бумага, а на полу у кровати – полотенце и ведро. Ему снится кошмар про испорченные устрицы и смеющихся над ним соседа и работников отеля. Он просыпается и сбрасывает пижаму, но заснуть снова ему мешает громкая музыка из-за стены. Бин выскакивает из номера и стучит в дверь соседнего номера. Музыка прекращается, но дверь в номер Бина случайно захлопывается. Он осознаёт, что вышел в коридор совершенно голым и прячется на этаже, прикрываясь сначала огнетушителем, затем табличками «Частная собственность» спереди и «Выход» сзади. Он выходит на лестницу, но, увидев там ту же старушку, возвращается на этаж, проползает под ковровой дорожкой мимо целующейся парочки, заползает в лифт, спускается на первый этаж, и, выйдя с табличками «Не работает» спереди и «Нет входа» сзади. Бин пытается найти на стойке регистрации запасной ключ от своего номера, а затем залезает в чемодан известной звезды, выступавшей в отеле на концерте (артист-кроссдрессер Дэнни Ля Рю). Бин в чемодане наряжается в его концертное платье, красится его косметикой. Посыльный вывозит чемодан на улицу и роняет его, а в это время Бин подходит к стойке и просит ключ, но обман раскрывается самим Ля Рю, появившимся за его спиной и вырвавшим у Бина серьгу из уха.

## Сделай сам, Мистер Бин
- Дата выхода: 10 января 1994 года
- Оригинальное название: «Do-It-Yourself, Mr. Bean»

Эпизод 1: Мистер Бин встречает Новый год и приглашает к себе двух «друзей», Руперта и Хьюберта. Попробовав одну сладкую палочку из банки и обнаружив, что осталась только одна, он рубит на кусочки ветку дерева, растущего за окном его кухни, обмакивает в дрожжевом экстракте и кладёт на тарелку. Затем Бин хочет разлить шампанское, но оно тоже закончилось. Он добавляет сахар в яблочный уксус и разливает по бокалам. Пока Бин доставал корм из птичьей кормушки за окном, Руперт и Хьюберт переводят часы на полночь, уходят с его страннейшей и скучнейшей вечеринки и решают остаться на дискотеке в соседней квартире. Ложась спать, Бин слышит, что соседи отсчитывают секунды до Нового года, достаёт из тумбочки будильник, который показывает полночь, и понимает, что «друзья» его обманули. На следующий день Мистер Бин приезжает в универмаг на новогоднюю распродажу. Бросив машину на тротуаре, он подходит к своему спальному мешку, которым заблаговременно занял очередь, тем самым оказавшись первым. Как только Бин подошёл к мешку, зазвенел будильник. Бин выключает будильник, выбрасывает кочан цветной капусты и лопает воздушные шарики, лежавшие в мешке. Свернув мешок, Бин первым забегает в универмаг.
Эпизод 2: Бин полностью забивает свою машину хозтоварами, а к крыше привязывает кресло, которое мечтал купить. Бин кладёт кирпич под переднее колесо, снимает машину с ручного тормоза, включает передачу, заводит машину, садится в кресло, вынимает кирпич и едет, управляя машиной при помощи швабр, банки с краской и верёвок. Из-за ремонта дороги Бин вынужден свернуть на объездную улицу, на которой обнаруживается очень крутой спуск. На нём одна из швабр цепляется за педаль тормоза, и Бин теряет возможность затормозить. «Мини» без тормозов быстро проезжает мимо полицейского, машина которого стоит задом к дороге, и он ничего не замечает. В конце улицы разгружается грузовик с перьевыми подушками. «Мини» въезжает в его кузов, подняв тучу перьев.
Эпизод 3: Мистер Бин делает ремонт в квартире. Он хочет заделать окно в стене между комнатой и кухней, из-за того, что по неосторожности разбил бутылку с кетчупом, банку с кофе и вазу для фруктов, бросив их в окно. Для этого он решает вырезать кусок стены с противоположной стороны. Сначала он пытается произвести замеры пальцами. Когда у него это не выходит, он берёт три карандаша (два в руки и один в рот) и делает ими отметки на стене. По отметкам он вырезает кусок стены (не сняв с неё фотографии принца Чарльза, принцессы Дианы и бодибилдера, картины и телефонный провод) и заделывает им окно. После этого Бин начинает красить стены. Использовать засохшую кисточку у него не выходит. Когда он использует вместо кисточки мишку Тедди, то обнаруживает, что на торшере и музыкальном центре остались следы от краски. Тогда Бин решает использовать пиротехнику. Он заворачивает все предметы в газеты, кладёт в банку с краской большую петарду, поджигает фитиль, убегает в коридор и зажимает уши, едва успев достать ручку от входной двери, которую перед этим снял и положил в вазу с фруктами на тумбочке (поначалу он достаёт яблоко вместо ручки). В это время из соседней квартиры к нему заходит Хьюберт за забытой шляпой. Когда раздался взрыв петарды, Бин видит чьи-то следы, ведущие из его квартиры. Он заходит внутрь и радуется полностью выкрашенной комнате, после чего замечает неокрашенный силуэт Хьюберта, забиравшего шляпу, и дико удивляется.

## Присмотрите за ребенком, Мистер Бин
- Дата выхода: 25 апреля 1994 года
- Оригинальное название: «Mind the Baby, Mr. Bean»

Эпизод 1: Мистер Бин решил посетить парк развлечений. Он спрашивает дорогу у посетителей пляжа, затем садится в машину и при развороте по парковке случайно цепляет открывшимся багажником коляску с маленьким ребёнком. Сначала он пытается оставить коляску среди группы мам и уйти, но мамы уходят, не обратив на неё внимания. У входа в парк он видит полицейского и пытается обратиться к нему, но тот не обращает на него внимание. Бин видит, что в киоске неподалёку продаются полицейские головные уборы, и понимает, что пытался обратиться к мальчику в таком головном уборе. Бин вынужден идти в парк с ребёнком. Бин видит аттракционы и очень хочет на них прокатиться, но ребёнок начинает плакать. Бин пытается успокоить его при помощи резиновой игрушки-пищалки в виде будильника, но привлекает этим привязанную к ограде парка собаку-добермана. Бин отвязывает собаку, которая тут же нападает на посетителей, и убегает. Он привязывает коляску к карусели при помощи собачьей цепи и уходит, забрав ребёнка из коляски. В этом время карусель заработала. Бин хочет покататься на электрических машинках по автодрому, но не знает, у кого можно разменять купюру. Он бежит за работником аттракциона, положив ребёнка на педаль газа в машинке. В это время аттракцион заработал, и Бин пытается догнать ту машинку, где он оставил ребёнка. Догнав, он встаёт на неё снаружи и управляет ею, а ребёнок начинает плакать. Аттракцион экстренно останавливают, а Бин уходит, выслушав замечание от работника и спрятав перед этим ребёнка под пиджак за спиной. Бин кладёт ребёнка в машину-качалку в виде  фургона почтальона Пэта, насыпает туда 9 монет по 10 пенсов и уходит кататься на американских горках. Он не даёт посетителю сесть рядом с ним в головном вагончике. Во время поездки Бин не держится за поручень, не испытывает никаких эмоций и в конце концов засыпает, тогда как пассажиры за его спиной кричат от страха и восторга, вцепившись в поручни. У машины-качалки в это время скапливается очередь из посетителей с детьми. Бин пробует выстрелить из лука, но попадает в лоб хозяину киоска и убегает. Он пытается выиграть мелочи на высыпающем монеты автомате, но у него ничего не выходит. К автомату подходит мальчик, Бин надевает ему на голову капюшон, оборачивает и толкает. Затем Бин четыре раза пробует стукнуть автомат, но монеты всё равно не падают. После пятого удара, автомат наконец выдаёт все имевшиеся в нём деньги, но Бин видит, что их забирает тот самый мальчик. Тут выпадает ещё одна монетка, Бин радуется и тут же бросает её обратно в автомат, в итоге ничего не получив. Он выходит из зала автоматов и идёт к машине-качалке. Он хочет бросить ещё монет, но одна из посетительниц, стоящих в очереди, возмущается, и Бин вынужден забрать ребёнка.
Эпизод 2: Мистер Бин катит коляску по парку и по запаху понимает, что ребёнок обкакался. Бин пытается «оградить» посетителей от неприятного запаха и идёт менять ребёнку подгузник на одном из аттракционов. Вместо подгузника Бин использует плюшевого мишку, которого берёт у одной девочки, залезающей на карусель. Бин уходит, оставив грязный подгузник на аттракционе, а в это время аттракцион начинает работать. Подгузник сдувает ветром, и он прилетает в лицо пассажиру американских горок. Тот выбрасывает его, и он прилетает в лица пассажирам других аттракционов, а затем на карамельное яблоко одного из посетителей, который его кусает и выбрасывает. Ребёнок плачет, и Бин успокаивает его всё тем же будильником. Прибегает доберман, и Бин запирает его в билетной кассе. Бин убегает, а к кассе подходят посетители. Бин хочет получить приз в киоске, где стреляют дротиками в игральные карты. Надев за углом киоска карты на дротики, Бин бросает их на стену и получает золотую рыбку в пакете. Обнаружив, что пакет протекает, Бин бежит к крану, но кран не работает. Бин берёт рыбку и остаток воды в рот. Бин играет в лотерею и привлекает внимание посетительницы, сидящей рядом, так как у него изо рта торчит хвост рыбки. Когда у Бина совпали номера, он кричит «Бинго!», как полагается по правилам, и проглатывает рыбку. Обнаружив это, он выплёвывает её в аквариум к другой рыбке. Ребёнок опять плачет, и Бин, чтобы его развеселить, покупает у торговца воздушными шарами все шары и привязывает их к коляске. Пока Бин рассчитывается с торговцем, коляска взлетает. Бин берёт лук и стрелу из киоска и лопает несколько шаров, сняв со стрелы присоску и заточив древко точилкой для карандашей. Коляска снижается, и её замечает мать ребёнка. Стоя у машины, Бин умиляется, достаёт резиновый будильник и пищит им. Подошедший доберман забирается в машину на заднее сиденье, но Бин этого не видит. В машине он ещё раз пищит будильником, доберман лает, и Бин пугается.

## Снова в школу, Мистер Бин
- Дата выхода: 26 октября 1994 года
- Оригинальное название: «Back to School, Mr. Bean»
- Приглашённые актёры: Дэвид Шнайдер (англ. David Schneider), Джон Бэррард (англ. John Barrard)

Эпизод 1: Мистер Бин приезжает на день открытых дверей в вечернюю школу. Он оставляет свою машину на стоянке у школы, вытолкнув с неё почти такой же «Мини» и заставив солдат выкатить его с территории. Командир солдат на площадке перед школой заставляет их стоять смирно, пока он покупает себе поесть в киоске. Бин, стоя позади строя, решает покомандовать, и солдаты подчиняются ему. В конце концов они встают на одну ногу и крутят в воздухе руками. В этот момент возвращается командир, а Бин убегает. В школе Бин начинает издеваться над участниками: над посетителем, разглядывающим абстрактную картину и самодельные часы, загородив ему обзор; над филателистом, изобразив скуку и случайно унеся на своём лбу очень редкую марку; над мастером каллиграфии, изобразив чихание и напугав мастера из-за стенда, отчего тот дёргает рукой и губит всю написанную страницу. Пробуя на себе действие генератора Ван-де-Граафа, Бин получает противоположный эффект (видимо, из-за противоположного заряда). Он слышит, что его тело жужжит. К нему притягивается бумажная листовка, от которой он никак не может избавиться. Когда женщина в длинном платье берёт у него листовку, у неё, притягиваемый переданным при этом электрическим зарядом, задирается выше головы подол платья, а Бин убегает.
Эпизод 2: В химической лаборатории Мистер Бин смешивает произвольные реактивы, отчего всю лабораторию заволакивает дымом. Бин убегает, и происходит взрыв с выбросом синего дыма. Мальчик, наблюдавший за действиями Бина и не успевший убежать, оказывается окрашенным в синий цвет с ног до головы. В секции рисования Бин не успевает закончить рисунок натюрморта (когда Бин нарисовал только один банан, все уже начали рисовать обнажённую женщину). Поначалу не поняв этого, Бин пририсовывает к банану две женских груди, смотрит на натуру, видит обнажённую женщину и пугается. Преподавательница говорит, что он не должен бояться, а должен смотреть. Отойдя за ширму к гончарному кругу, Бин делает бюстгальтер из глины. Когда он этим занят, в кабинет вбегает мама с синим мальчиком, — они ищут виновника взрыва в лаборатории. Мальчик видит обнажённую натурщицу и открывает рот от изумления. Мама вынуждена срочно увести его, так и не найдя Бина. После этого Бин надевает изготовленный им глиняный бюстгальтер на натурщицу, без страха заканчивает рисунок, который неожиданно нравится преподавательнице, и уходит. В секции дзюдо Бин пугается приёма с захватом и всячески старается его избегать. Затем, выбрав момент, он закатывает тренера в мат и убегает, довольный «победой». В раздевалке Бин обнаруживает, что кто-то по ошибке надел его брюки. В конце концов, он находит мужчину в своих брюках в мужском туалете (на брюках видна бирка «Bean (Mr.)»). Когда Бин стягивает брюки, в туалет заходит командир. Бин притворяется, что чистит мужчине ботинки. Командир уходит, а Бин, получив назад свои штаны, перебрасывает мужчине его штаны и трусы через дверь кабинки (трусы падают точно в отверстие унитаза). Выйдя из школы, Бин не обнаруживает на стоянке свою машину. Увидев её на площадке перед школой, он радуется, подходит к столику со сладостями и покупает пирожное. Пока он ест, военные демонстрируют мощь боевой техники и давят его «Мини» танком (видимо, машина, которую в первой части Бин вытолкнул со стоянки, была специально для этого приготовлена). Бин забирает с кучи металлолома щеколду и замок, которыми запирал водительскую дверь, и уходит.

## Ваша подача, Мистер Бин
- Дата выхода: 20 сентября 1995 года
- Оригинальное название: «Tee Off, Mr. Bean»
- Приглашённые актёры: Дэвид Бэттли (англ. David Battley), Жаклин Дефферари (англ. Jacqueline Defferary)

Эпизод 1: Мистер Бин приходит в прачечную. Вынув 2 фунта, он видит, что стирка подорожала до трёх. Он достаёт ещё одну монету в конвертике на нитке из ширинки и открывает стиральную машину. В это время приходит наглый клиент, который отпихивает Бина от машины, кладёт на неё нунчаки и всячески насмехается над Бином: вместо порошка Бин натирает кусок мыла на тёрке, а из огромного чёрного мешка достаёт и кладёт в машину плавательный матрас в виде единорога, украшение для автомобиля в виде мягких игральных кубиков, придверный коврик с надписью «Welcome», абажур от настольной лампы, мишку Тедди, которому «даёт» соломинку для питья, и стопку трусов по дням недели. Бин обнаруживает, что на нём надеты трусы, которые нужно постирать, и пытается их снять. Отойдя в сторону мимо хулигана, выставившего в проход ноги, он снимает брюки и кладет их к вещам, которые рядом стоящая женщина бросает в стиральную машину. Торопясь, Бин путает свои брюки с её юбкой, которую и надевает на себя. Для мужчины-хулигана это становится ещё одним поводом для насмешек. Далее Бин обнаруживает, что не положил в машину ещё одни трусы (они лежали на полу) и решает надеть их на себя. Сзади подходит хулиган, оттягивает их ногой и отпускает, отчего Бин падает. Бин решает отомстить хулигану и незаметно подменяет ему стаканчик с кондиционером для белья стаканчиком с кофе, который тот и выливает в машину. Чтобы хулиган не уличил его в этой подмене, Бин пьёт кондиционер, делая вид, что пьёт кофе. Хулиган, увидев, что его вещи грязные, предъявляет претензию владельцу прачечной. Достав вещи из сушилки, Бин обнаруживает, что они испортились: на абажуре «села» ткань, на коврике стёрлось слово «Welcome», точки с кубиков остались на обратной стороне коврика, а мишка Тедди сильно «сел». Бин кладёт мишку в нагрудный карман пиджака, а затем, пытаясь найти свои брюки, залезает в сушилку, из которой достаёт вещи та самая женщина-владелица юбки. В это время она достаёт брюки Бина из стиральной машины, подходит к сушилке и, не видя Бина, кладёт в неё вещи и закрывает.
Эпизод 2: Мистер Бин приходит играть в гольф. Первая подача оказывалась успешной, и Бин записывает себе за неё 1 очко. Во время второй подачи мяч улетает к ограде парка. Бин пытается взять мяч рукой, но кассир, который тайно смеётся над Бином, кричит ему, что мяч можно только бить клюшкой. Бин ударяет, и мяч укатывается за ограду. Бин перелезает, ударяет мяч ещё раз, но он улетает ещё дальше. Увидев, что мяч влетел в автобус, который сразу же отъехал от остановки, Бин останавливает машину и говорит водителю ехать за автобусом, прихватив знак остановки. Бин ставит знак прямо перед подъезжающим автобусом, и автобус останавливается. В автобусе Бин, пытаясь достать до мяча, задевает за ноги пассажиров. Когда Бин ударяет по мячу, тот попадает в кнопку остановки по требованию. Бин ударяет по мячу и еле успевает выйти из закрывающихся дверей автобуса. Бин ищет мяч в овощной лавке, но он попал к женщине в авоську. Увидев это, Бин бьёт по сумке и, раскидав все продукты, выбивает мяч. После очередного удара мяч попадает к ребёнку в рожок с мороженым. Ребёнок предусмотрительно заслоняет один глаз, и Бин ударяет. После того, как Бин убежал, мать ребёнка говорит ему, что тот больше не получит мороженого. Мяч забился в выхлопную трубу стоящего на обочине автомобиля. Бин пытается выбить мяч оттуда. В это время приходит владелец машины, заводит её, под капотом происходит взрыв, а мяч улетает в ливневый сток. Мяч вылетает из такой же решётки в другой части города, но снова улетает в другую, а затем Бин выбивает его в мусорную урну. В это время приезжает мусоровоз, а Бин, глядящий на него снизу, срывается с решётки. Догнав мусоровоз на велосипеде-тандеме, Бин забирается в него и, раскидывая мусор, выбивает мяч. Обнаружив, что ушёл очень далеко, Бин ловит автомобиль. Подъезжает голубой фургон и открывает дверь, но Бин отворачивается. Когда подъезжает женщина на «Опеле» (точнее, на «Pontiac LeMans»), Бин вырезает кусок земли, на которой лежит мяч, и садится с ним в машину. Когда наступает вечер и парк закрывается, Бин, удивив уходящего кассира, вбегает туда с мячом на куске земли, ставит его у лунки, забивает мяч, записывает себе 3427 очков за вторую подачу и уходит.

## Спокойной ночи, Мистер Бин
- Дата выхода: 31 октября 1995 года
- Оригинальное название: «Goodnight, Mr. Bean»
- Приглашённые актёры: Элизабет Беннет (англ. Elizabeth Bennett)

Эпизод 1: Мистер Бин приезжает в больницу с жалобой на руку, застрявшую в чайнике (чего сначала не афиширует). Он въезжает на территорию, пристроившись за автомобилем скорой помощи с включённой сиреной и останавливается вплотную за ним же, в результате чего бригада медиков оказывается запертой в машине, так как не может открыть задние двери. Войдя в больницу, Бин видит очередь в регистратуру. Не желая ждать, он отвлекает стоящую перед ним девочку, взяв у неё из рук и выкинув её куклу, а девочка тащит за собой из очереди и свою маму. Далее «выбывают» двое мужчин, которые начали драться между собой, так как стоящий впереди подумал, что стоящий сзади ущипнул его за зад (его ущипнул Бин, стоящий позади них). Регистратор даёт Бину талон. Заняв место, которое не успел занять старик, Бин видит рядом с собой перебинтованную с головы до ног женщину в инвалидной коляске (у неё видны только глаза, нос и кончики пальцев правой руки, которыми она держит свой талон). Зная, что инвалид не может пошевелиться и сказать что-либо, Бин издевается над ней, шевеля головой, руками и ногами. Желая взглянуть на часы, Бин вытащил руку с чайником, вызвав смех у регистратора и инвалида. Бин меняет талон женщины-инвалида на свой (у Бина номер 76, у женщины – 52), а подошедшему мальчику с кастрюлей на голове приписывает цифру 0 к номеру 85, пользуясь тем, что мальчик не видит этого. Медсестра выкрикнула номер 24, и Бин, увидев, что старик с этим номером задремал, пытается отнять у него талон, но в этот момент медсестра выкрикивает номер второй раз, и старик просыпается. Бину надоедает ждать, и он незаметно переворачивает табло, в результате чего медсестра принимает номер 25 за 52 и вызывает его. Бин кидается к медсестре, но женщина-инвалид кончиками пальцев хватает его за ручку чайника, в котором застряла рука, и не пускает. В это время выясняется ошибка (следующим высветилось 92 (26), а медсестра перевернула табло). Когда высвечивается 52, задремавший Бин роняет талон. Медсестра обнаруживает его и спрашивает, чей он. Женщина-инвалид мычанием и движением глаз показывает, что это её талон, и её увозят в кабинет. В этот момент просыпается Бин и осознаёт, что у него нет талона. Ему приходится вставать в очередь в регистратуру второй раз. Перед ним стоят те же мужчины, что и в прошлый раз, сильно побитые в результате спровоцированной Бином драки. Бин опять щипает одного из них, и они дерутся второй раз. Бин подходит к регистратору, та опять спрашивает его имя, проблему и просит взять талон. Бин берёт талон, но ему не нравится то, что придётся долго ждать, и он выбрасывает талон в урну. Тут же попытавшись его достать, он застревает рукой в урне. Он берёт третий талон зубами и садится ждать снова. В этот момент на заднем плане можно увидеть дерущихся в коридоре мужчин.
Эпизод 2: Мистер Бин гуляет по парку, попутно фотографируя всё, что видит, включая урну и мусор в ней. Перед тем, как сфотографировать статую Эроса, он прилепляет ей между ног обёртку от шоколадки. У ворот он видит британского королевского гвардейца, который, стоя на посту, не должен шевелиться. Пользуясь этим, Бин хочет с ним сфотографироваться, но перед этим начинает его дразнить. Затем он приносит музейные солнечные часы на постаменте, чтобы установить фотоаппарат, но мешает гномон, который Бин отламывает. Установив фотоаппарат, Бин чистит пуговицы на мундире гвардейца и причёсывает его шапку; причёсывает и подстригает его усы до размеров «щёточки»; протирает винтовку (в том числе едва не нажимая на спусковой крючок); втыкает за ремень и под погоны цветы, срезанные с ближайшей клумбы; на шапку вешает ветку с куста, «глаза» из шариков для пинг-понга и «рот» из лепестка одного из цветов; на штык винтовки вешает мишку Тедди. Гвардеец сменяется с поста в момент срабатывания фотоаппарата. Бин бежит за ним, пытаясь снять со штыка мишку Тедди.
Эпизод 3: Мистер Бин готовится ко сну. Почистив зубы и прополоскав рот из водяного пистолета, он чистит той же щёткой уши, затем ложится в кровать, читает вместе с мишкой Тедди книгу, усыпляет его гипнозом, кладёт в коробку, задвигает её под кровать, и гасит свет, выстрелив в лампочку из пистолета (в тумбочке с пистолетом видно много запасных лампочек). Но уснуть Бину мешают тиканье часов, звук мотора мотоцикла и кошачьи крики. Часы он засовывает в тумбочку, а кошек прогоняет, притворившись собакой и полаяв в окно. Вернувшись в кровать, он выкидывает одну подушку, ворочается, а затем включает телевизор при помощи двух швабр и перчатки и смотрит шахматный матч, который вдруг прерывается громкой рок-музыкой. Начавший дремать Бин вскакивает и выключает телевизор. Он достаёт плакат с изображением овец, начинает их считать, и, несколько раз сбившись, считает их на калькуляторе (счёт был неправильным, поскольку в каждом ряду количество овец было разным), Бин проваливается в сон и во время титров падает с кровати.

## Стрижка от Мистера Бина лондонского
- Дата выхода: 15 ноября 1995
- Оригинальное название: «Hair by Mr. Bean of London»

Эпизод 1: Мистер Бин приходит в парикмахерскую. Разглядывая причёски на фото в зале, он просит парикмахера подстричь его под принца Чарльза, фото которого видит на календаре. Когда парикмахер начинает стричь Бина, тот постоянно наклоняет голову, так как хочет почитать комиксы. Пока парикмахер отвлекается на разговор по телефону, Бин откладывает комикс, начинает ходить по залу и берёт ножницы, представляя себя парикмахером. Когда приходят клиенты, он решает заработать и сам делает стрижки под видом второго мастера. Из-за полного неумения стричь у него получаются ужасные причёски, изъяны которых клиенты сразу не замечают: мальчика он стрижёт под горшок и выбривает посередине полосу; молодому человеку с «хвостом» он случайно отрезает хвост и показывает вместо его затылка фотографию со стены; слабовидящему мужчине срывает машинкой парик и приклеивает на лысину волосы с пола. Когда освобождается настоящий парикмахер, озлобленные клиенты предъявляют все жалобы ему, а Бин покидает парикмахерскую, спрятавшись за фотографией принца Чарльза (из-за чего вернувшийся слабовидящий клиент принимает Бина за принца).
Эпизод 2: Мистер Бин приезжает на выставку. Он паркует свой «Мини» в загоне для овец, где дрессируют овчарку, говорит мишке Тедди, что вернется в 3:50, и оставляет его в машине, оставив открытым окно двери. Бин делает вид, что положил монету в банку для пожертвований у девочки на входе, но на самом деле оставляет её у себя в руке. В павильоне Бин видит мальчика, играющего в игру, где нужно провести кольцо вдоль проволоки, не задевая её, и толкает его, в результате мальчик проигрывает. Бин занимает его место и пробует провести кольцо сам. Ему это не удаётся, и он, заплатив второй раз, отключает игру от сети, обманув организатора и выиграв небольшой приз. Когда Бин уходит, организатор видит обман. Далее Бин пробует сыграть в игру, где нужно попасть мокрой губкой в лицо человеку, высунувшему голову из-за стенда. Когда у Бина кончаются губки, он швыряется едой, продающейся на столике неподалёку, и хочет швырнуть стулом, но его останавливает организатор. Затем Бин приходит на детское шоу собак и принимает в нём участие, используя в качестве собаки мишку Тедди. Он побеждает, так как собаки не слушаются детей, и получает приз – кость. Так как Тедди этот приз не нравится, Бин забирает баночку меда, а кость выкидывает, из-за чего собаки детей дерутся.
Эпизод 3: Мистер Бин теряет билет на поезд и решает проскочить мимо контролёра. Ему это не удаётся, и он решает ехать, спрятавшись в багаже. Но перед воротами мешок с Бином падает с тележки. Обнаружив это, Бин пытается проползти в мешке под воротами и повисает на них. В это время носильщики повернули ворота. Бин думает, что уже перебрался на другую сторону, слезает с ворот, бежит по платформе и падает на пустой путь. Когда Бин влезает обратно и притворяется грузом, его вместе с ящиками грузят на тележку и грузят в почтовый вагон, везущий груз на корабль до… Москвы. Во время титров показывают прорывающийся через шторм корабль, поезд под паровозом, едущий по России, и почётный караул на Красной площади.
- На двери отъезжающего поезда можно увидеть надпись «MOSCOW — (НПУЛЦА)».

## Бонусные серии
Библиотека
Остановка на автобус
Свадьба
День красного носа Мистера Бина
Свидание в слепую
Похороны
Торвилл и Бин